# Olav Gullvåg

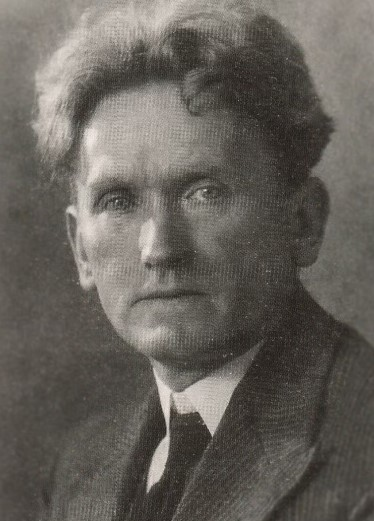
Olav Gullvåg

Olav Gullvåg, auch Olav Gullvaag, (* 31. Dezember 1885 in Trondheim; † 25. September 1961 in Hvalstad in der Kommune Asker, westlich von Oslo) war norwegischer Schriftsteller. Er trat vor allem als Romanautor in Erscheinung.

## Leben und Wirken
Olav Gullvåg, Sohn eines Handwerkers und Lehrers einer Blindenschule in Trondheim geboren. Lange schwankte er, ob er beruflich Maler oder Schriftsteller werden sollte und arbeitete zunächst als Journalist; so war er Journalist und Redakteur bei Norig und Gula Tidend. Seine jahrelangen Wanderungen, über die er seinen Landsleuten berichtete, führten Gullvåg durch Dänemark, Deutschland, Österreich und Italien. Ab 1929 verdiente Gullvåg seinen Lebensunterhalt als Schriftsteller und gewann außerhalb Norwegens vor allem auch in Dänemark und Deutschland eine breite Leserschaft.
Ein beliebter Handlungsrahmen in seinen Romanen ist das Alltagsleben norwegischer Bauern. Von seinen Romanen wurden „Det byrja ei jonsoknatt“ (1937) und die Fortsetzung „Kongens nåde“ (1939) am bekanntesten. Die dramatische Handlung spielt im 18. Jahrhundert in der Provinz Telemark und thematisiert die Liebe über Klassengrenzen hinweg.
Literarisch beeinflusst war Olav Gullvåg von Arne Garborg (1851–1924), Knut Hamsun (1859–1952) und Olav Duun (1876–1936).
Gullvågs Werke wurden teilweise ins Deutsche, Dänische, Englische, Französische, Isländische, Lettische, Niederländische, Russische,  Schwedische, Tschechische und Ungarische übersetzt. Er selbst übersetzte Werke der deutschen Lyrik in die norwegische Schriftsprache Landsmål.

## Auszeichnung
Im Jahr 1938 erhielt Olav Gullvåg Det byrja ei jonsoknatt den Melsom-prisen. Dabei handelt es sich um einen norwegischen Literaturpreis, der seit 1922 an einen Schriftsteller oder Übersetzer für ein im Jahr vorher in Nynorsk veröffentlichtes Werk vergeben wird.

## Werke (Auswahl)
- Es begann in einer Mittsommernacht, 1937 (Det byrja ei jonsoknatt), übersetzt von Elisabeth Ihle und Dannis Sandberg, F. A. Herbig Verlagsbuchhandlung, Berlin-Grunewald, 1939.
- Im Licht der Gnade, 1939 (Kongens nåde)
- Der Halbmondbläser, 1941 (Halvmåneblåsaren)
- Die Sigurd-Saga, 1945–47 (Sigerhuva – Drivtømmer)
- Kain der Schuhmacher, 1951 (Brattøra)
- Ein altes Lied klingt aus, 1953 (Her hender det ingenting)

## Kritik
„Olav Gullvaag gehört zu jenen bedeutenden skandinavischen Schriftstellern unseres Jahrhunderts, denen es gelingt, Ursituationen menschlichen Erlebens in so schlichter und doch gültiger sprachlicher Form zur Darstellung zu bringen, daß sie einer großen Lesergemeinde verständlich werden.“

„Es begann in einer Mittsommernacht [ist] eine groß angelegte und in jedem Zug überzeugend durchgeführte Tragödie, [die vertieft ist] bis zu den letzten Wurzeln, aus denen den Menschen ihr Schicksal wird.“